# Lauren Crandall
Lauren Crandall (Pittsburgh, 17 de marzo de 1985) es una exjugadora estadounidense de hockey sobre césped.

## Trayectoria
Crandall debutó con la selección de Estados Unidos en 2005. Participó en los Juegos Olímpicos de Pekín 2008, en los Juegos Olímpicos de Londres 2012 y en los Juegos Olímpicos de Río 2016. Disputó la World League en 2013 y 2015. En 2014 jugó el Mundial de La Haya, donde terminó en primera posición de su grupo y avanzó a semifinales, perdió por penales contra Australia y contra Argentina en el partido por el tercer puesto. En el Champions Trophy 2016 obtuvo el tercer puesto del torneo al derrotar a Australia. En los Juegos Olímpicos de Río 2016 terminó segunda en su grupo y avanzó a cuartos de final, pero perdió contra Alemania.